# Весёлый Кут (Одесская область)
Весёлый Кут (укр. Веселий Кут) — село, относится к Арцизскому району Одесской области Украины.
Население по переписи 2001 года составляло 1797 человек. Почтовый индекс — 68420. Телефонный код — 4845.
Население и национальный состав  с.Весёлый Кут (с 2001 г.)

🇺🇦 украинцы - 78,07%
🇷🇺 русские - 3,68%
🇧🇬 болгары - 25,15%
🏴 гагаузы - 1,39%
🇲🇩 молдоване - 0,78%
🇩🇪 немцы - 0,06%
🇧🇾 белорусы - 0,06%
🇬🇷 греки - 3,23%

## Местный совет
68420, Одесская обл., Арцизский р-н, с. Весёлый Кут, ул. Кутузова
Старое название — Париж.

## История
Село основано в 1816 году. Первые жители — немцы-колонисты — переселенцы с территории бывшего Герцогства Варшавского, предки которых были выходцами из Мекленбурга и Померании. Каждая семья получила двор площадью 1 десятина, длиной 200—220 м и шириной 55 м, и участок земли в 60 десятин. Общее количество семей первопоселенцев: 141. Таким образом уже к моменту своего основания Париж стал одной из самых крупных немецких колоний Бессарабии. Первоначальное название «Степь № 10» было вскоре заменено на «Алексюзверт», которое в свою очередь было заменено на Париж — в честь победы над Наполеоном. В 1824 году были построены первые отдельные здания школы и молитвенного дома. В 1838 г. было начато строительство первой кирхи (разобрана в 1906 г.). Новая кирха построена в 1903—1905 годах.
В 1945 г. Указом ПВС УССР село Париж переименовано в Веселый Кут.